# Ringwallanlagen Odenberg
Bei den Ringwallanlagen Odenberg handelt es sich um drei verschiedene, nahe beieinander liegende Ringwallanlagen auf dem Odenberg, einem langgestreckten, in allgemeiner Richtung von Südosten nach Nordwesten verlaufenden, 381,2 m ü. NN hohen Basaltrücken bei Gudensberg im Schwalm-Eder-Kreis im Westhessischen Bergland in Nordhessen (Deutschland).

## Geographische Lage

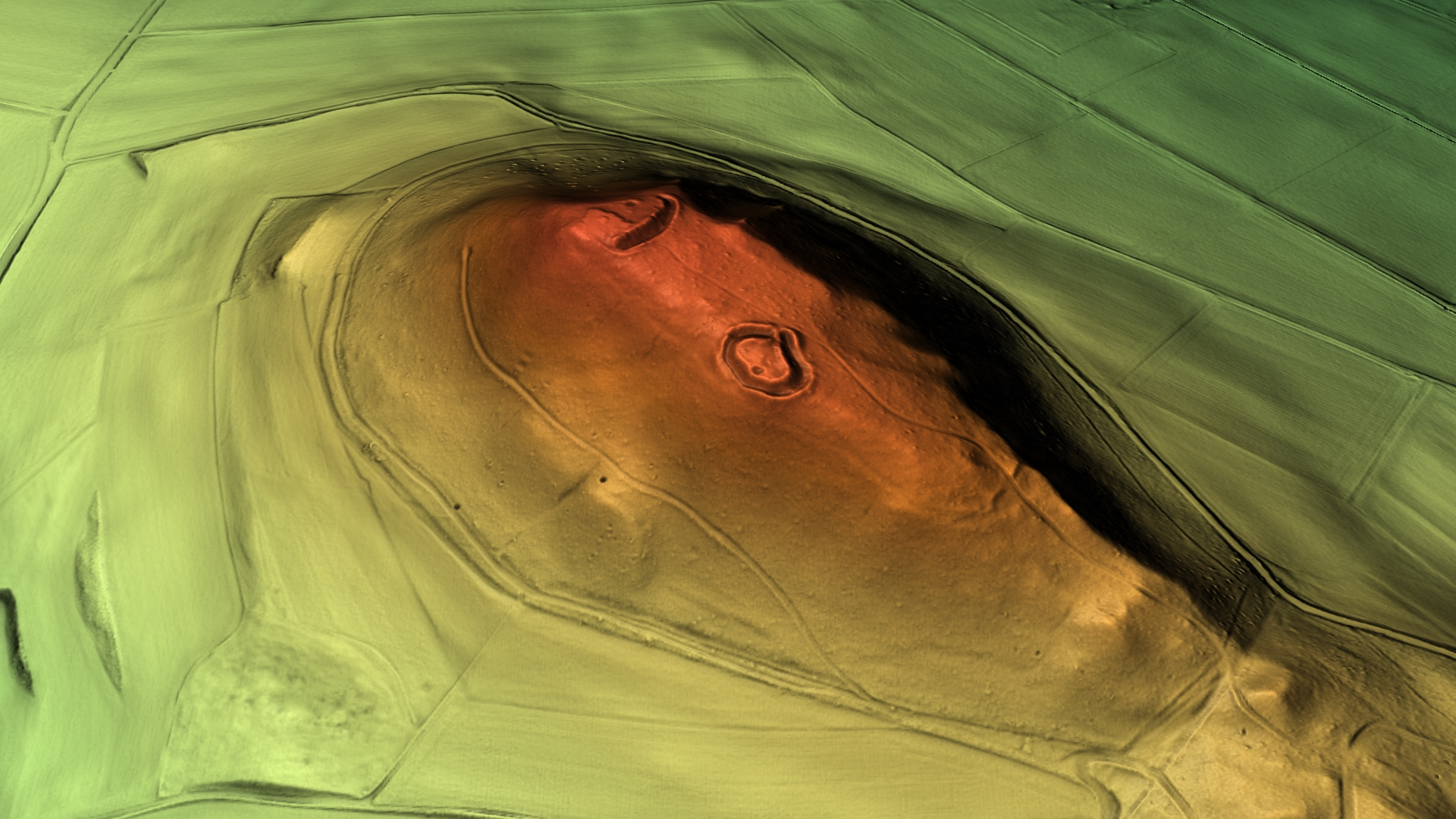
3D-Ansicht des digitalen Geländemodells

Der mit dichtem Laubwald bewachsene Odenberg gehört zur Gudensberger Kuppenschwelle in der Westhessischen Senke. Sein höchster Punkt befindet sich etwa 2 km nordnordöstlich der Kernstadt von Gudensberg und etwa 2 km westlich des Gudensberger Stadtteils Dissen. Im Süden führt die Bundesautobahn 49 am Berg vorbei, im Westen die Landesstraße L 3221 (Besser Straße bzw. Gudensberger Straße) zwischen Gudensberg und Besse.

## Die Ringwallanlagen

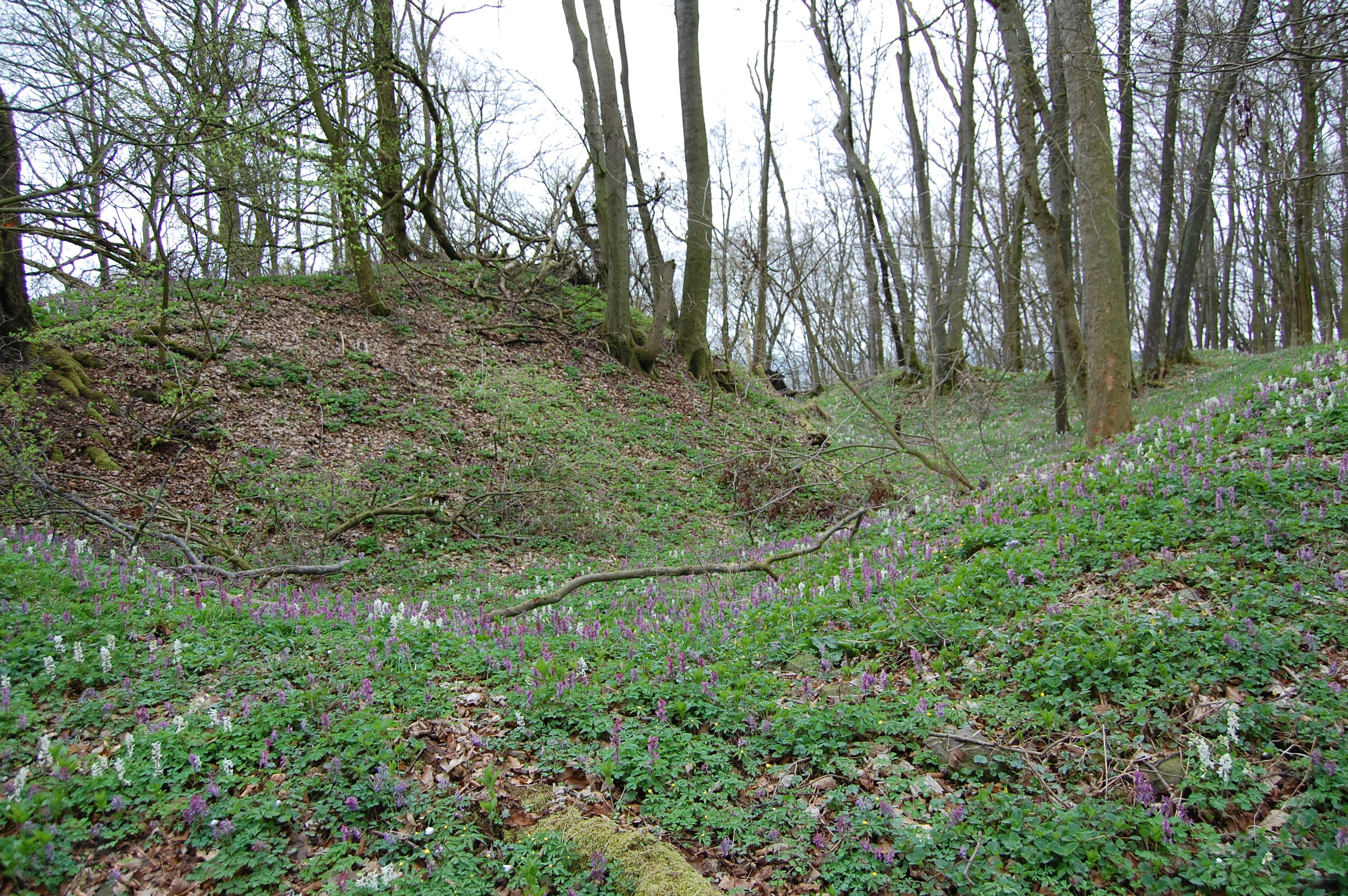
Die südliche der beiden Wallanlagen auf dem Odenberg, vermutlich früh- bis hochmittelalterliche Burg.

Auf dem Hochplateau des Bergs befinden sich drei Ringwallanlagen, zwei einzelne kleine um Bergkuppen und ein verschliffener Ringwall, der beide Anlagen einfasst und den gesamten Odenberg auf halber Höhe einschließt.

### Vermutlich früh- bis hochmittelalterliche Wallburg im Nordwesten
Die eine befindet sich im Nordwesten nahezu auf dem Gipfel des Bergs, unweit südlich unterhalb des Aussichtsturms auf 380 m ü. NN und diesen einschließend. Sichtbar sind eine nach Südosten ausgerichtete Abschnittsbefestigung, bestehend aus einem kräftigen Wall von etwa 75 m Länge mit davor liegendem Grabenresten, beide etwa einen Drittelkreis beschreibend. Auf den übrigen Seiten ist das Plateau durch steile Hänge geschützt, eine Wall oder Palisadenanlage nur noch schwach aus den Reliefdaten ablesbar. Die Anlage nahm eine Fläche von etwas mehr als 2100 m² ein.

### Vermutlich früh- bis hochmittelalterliche Wallburg im Süden
Die zweite Anlage befindet sich südöstlich des Aussichtsturms etwa in der Mitte des Bergrückens an dessen südwestlichem Rand auf 320 m ü. NN. Sie ist nahezu oval; der etwa 5 Meter breite Erdwall ist von einem tiefen Graben umgeben, dessen Aushub teilweise nach außen geworfen wurde (und möglicherweise ein weiteres Annäherungshindernis darstellen sollte). Die kleine Anlage wurde von den archäologischen Bearbeitern als Sperrschanze bezeichnet und als Rest einer früh- bis hochmittelalterlichen Burg interpretiert. Nach Norden hat das Wall-Graben-System eine schwach zulaufende Unterbrechung, möglicherweise der frühere Zugang. Am Südwesten der Anlage befindet sich eine Vertiefung, möglicherweise ein Hinweis auf eine frühere Bebauung. Die Anlage umfasst eine Fläche von nicht viel mehr als 1500 Quadratmetern.

### Großer Ringwall, Sperrwälle im Südosten, Höhensiedlung
Der sattelförmige, zum Berggipfel mit dem Aussichtsturm nach Nordwesten hin ansteigende Grat des Odenbergs ist bereits unterhalb der „Schanze“ außerdem durch zwei hintereinander liegende, bogenförmige Wälle gesperrt. Die Zeitstellung dieser Wälle ist unbekannt und nur schwer zu ermitteln, da vom Berg sowohl neolithisches Fundmaterial, einige Scherben der vorrömischen Eisenzeit wie auch hochmittelalterliche Funde vorliegen.
Interessant ist, dass sich aus den Geo- bzw. Reliefdaten ein weiterer, stark verschliffener, nur noch schwach sichtbarer, vermutlich komplett den Berg und beide Anlagen umgebender Ringwall ablesen lässt, der nur noch auf den Südost-Grat gut sichtbar und als Abschnittswall angesprochen wird. Möglicherweise kann dieser auch mit der Höhensiedlung der Wartberg-Kultur in Verbindung gebracht werden, die auf dem Südost-Sporn des Odenberges gelegen hat und mit wenigen Funden belegt ist. Der Platz war spätestens in der Eisenzeit befestigt. (Siehe auch: Liste vor- und frühgeschichtlicher Wallanlagen in Hessen)